# Dysphania numana
Dysphania numana là một loài bướm đêm trong họ Geometridae.

## Hình ảnh

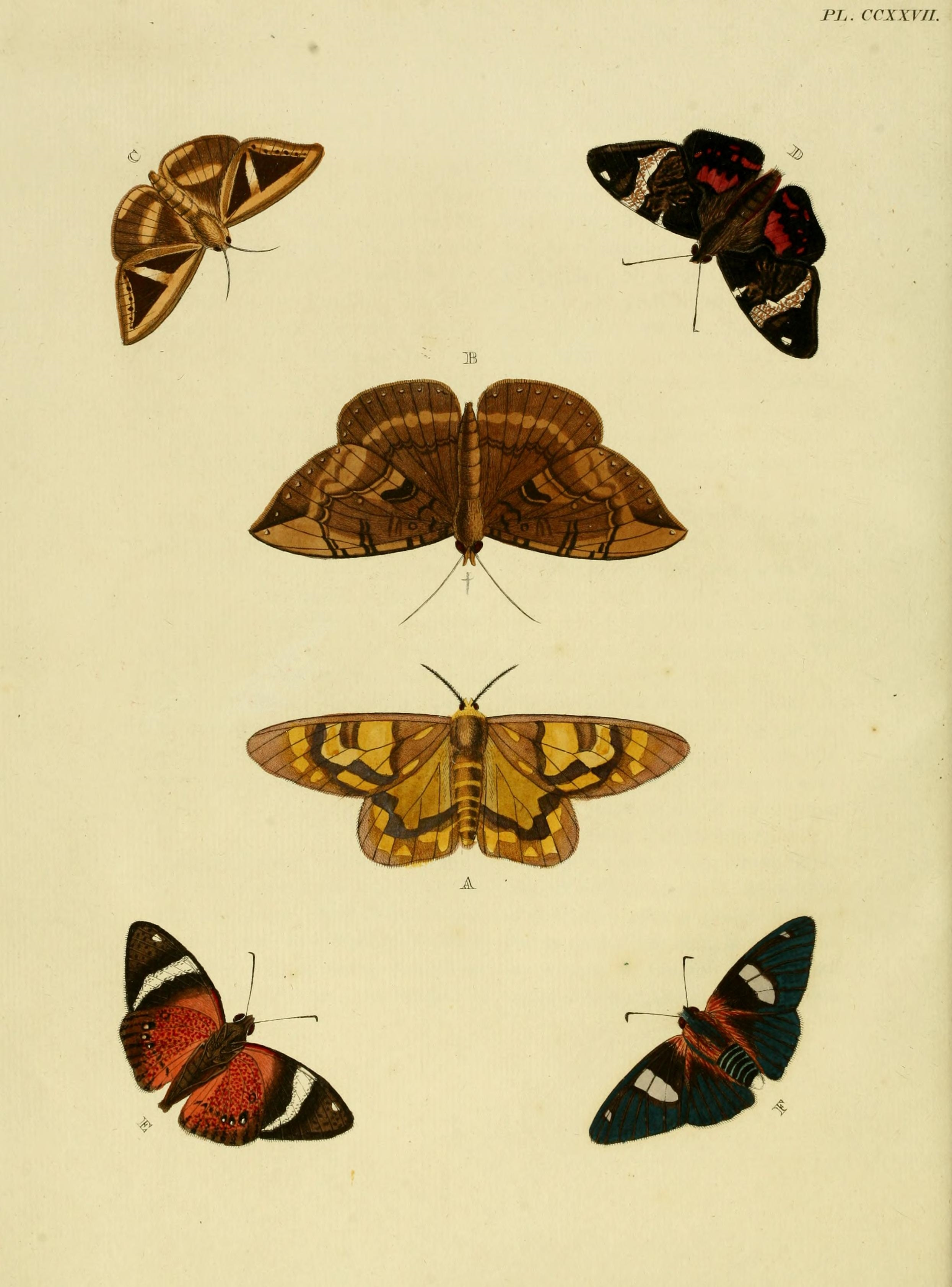
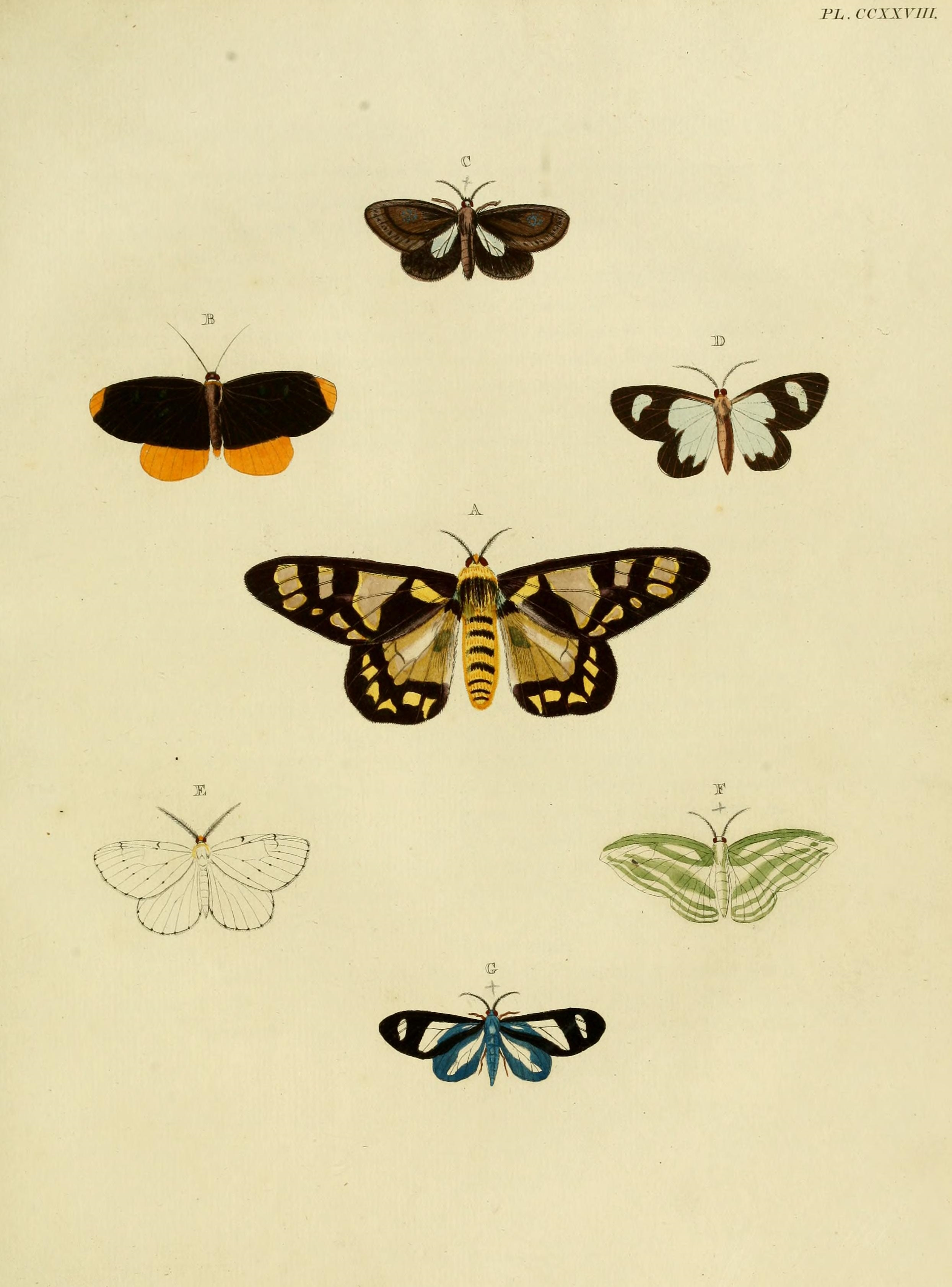
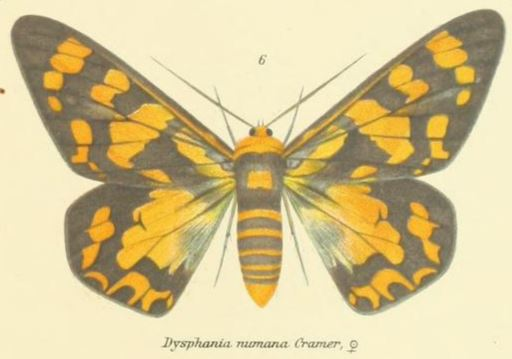